# Rhizoprionodon
Rhizoprionodon is een geslacht van requiemhaaien (Carcharhinidae) en kent 7 soorten.

## Taxonomie
- Rhizoprionodon acutus (Rüppell, 1837)[3] – Melkhaai
- Rhizoprionodon lalandii (Müller & Henle, 1839)[4] – Braziliaanse scherpsnuithaai
- Rhizoprionodon longurio (Jordan & Gilbert, 1882)[5] – Pacifische scherpsnuithaai
- Rhizoprionodon oligolinx Springer, 1964[6] – Grijze scherpsnuithaai
- Rhizoprionodon porosus (Poey, 1861)[7] – Caribische scherpsnuithaai
- Rhizoprionodon taylori (Ogilby, 1915)[8] – Australische scherpsnuithaai
- Rhizoprionodon terraenovae (Richardson, 1836)[9] – Atlantische scherpsnuithaai

Carcharhinus · Galeocerdo · Glyphis · Isogomphodon · Lamiopsis · Loxodon · Nasolamia · Negaprion · Prionace · Rhizoprionodon · Scoliodon · Triaenodon